# Grand prix national de la poésie
Pour les articles homonymes, voir Prix national de poésie et Grand prix de poésie.
Créé en 1981 à l'initiative du ministre de la Culture Jack Lang, le grand prix national de la poésie fut remis par le ministère de la Culture jusqu'en 1996.
Il a été relancé en 2012 par le ministre de la Culture Frédéric Mitterrand. Doté de 15 000 euros, il est attribué par un jury nommé pour trois ans. La présidente du premier jury nommé en 2012 est Silvia Baron Supervielle. Le premier prix de la nouvelle série a été attribué le 7 mars 2012 à Anne Perrier. Mais en dépit de l'arrêté en vigueur, il n'est pas distribué chaque année.

## Historique

### De sa création en 1981 à son interruption en 1996
Le prix a été créé en 1981 par le ministre de la Culture Jack Lang. Il a ensuite été fixé par arrêté le 27 octobre 1983.
Le 28 décembre 1981, le député Emmanuel Hamel demande au ministre de la Culture Jack Lang : « par qui et comment sont choisis les lauréats des grands prix nationaux du ministère de la culture et quelles sont les préoccupations prises pour que les choix soient à l'abri de tout soupçon de favoritisme, de mode, d'esprit partisan ,. » Le ministre lui répond : « Les grands prix nationaux du ministère de la culture, qui sont décernés depuis trente ans, ont pour vocation de consacrer dans chaque domaine des personnalités ou des talents qui, chacun à sa manière, ont marqué la vie culturelle de la France. Ces prix — au nombre de seize en 1981 — sont attribués sans condition d'âge, de nationalité, ni acte de candidature par un jury, renouvelé chaque année, présidé par le directeur compétent du ministère de la culture. La composition du jury, formé de membres de droit et de personnalité [sic] du monde des arts et de la culture, est fixée par un arrêté du ministre de la culture. En 1981 ont été décernés pour la première fois un grand prix national de la poésie et un grand prix national des métiers d'art,. »
En 1987, l'Union des écrivains provençaux saisit le tribunal administratif de Marseille contre l'arrêté du 27 octobre 1983, en vertu du principe d'égalité devant la loi, accusant le prix d'être « au détriment des poètes qui ne s'expriment pas en français ». Le Conseil d'État statue sur un non-fondé de la requête, en tant que le prix est fait pour encourager la production de poésie francophone.

### Depuis sa relance en 2012
En 2012, le prix a été relancé par un arrêté du ministre de la Culture Frédéric Mitterrand. Sa remise a également lieu sous les mandats d'Aurélie Filippetti en 2013 et d'Aurélie Filippetti en 2017.
En 2013, le député Lionel Tardy pose à la ministre de la Culture Aurélie Filippetti une question sur l'encouragement à la création par les prix littéraires. Dans sa réponse, la ministre mentionne les différentes actions, dont le grand prix national de la poésie récemment créé.
En 2017, le jury innove par la nomination « pour la première fois dans l’histoire des jurys de poésie un chanteur populaire, Dick Annegarn ».
Le prix dans son statut actuel est toujours en vigueur d'après l'arrêté du 27 février 2012 relatif à la création du grand prix national de la poésie. Il dispose que le prix « est décerné chaque année par le ministre chargé de la culture à un poète de langue française pour l'ensemble de son œuvre » et ne se partage pas.
Toutefois, le prix n'est pas régulièrement décerné, contrairement à l'arrêté en vigueur.

## Fonctionnement actuel
Le président et les membres du jury chargé d'attribuer le prix sont désignés par le ministre chargé de la culture, pour une durée de trois ans. Le jury doit se réunir au moins une fois par an. Les jurés ne reçoivent pas de rémunération pour leur participation au vote.

## Liste des lauréats

### Liste des lauréats jusqu'en 1996

#### Années 1980
- 1981 - Francis Ponge
- 1982 - Aimé Césaire
- 1983 - André du Bouchet
- 1984 - Eugène Guillevic
- 1985 - André Frénaud
- 1986 - Jean Tortel
- 1987 - Edmond Jabès
- 1988 - Jacques Dupin
- 1989 - Michel Deguy

#### Années 1990
- 1990 - Jacques Roubaud
- 1991 - Bernard Heidsieck
- 1992 - Bernard Noël
- 1993 - Yves Bonnefoy
- 1994 - Loránd Gáspár
- 1995 - Philippe Jaccottet
- 1996 - Dominique Fourcade
- 1997 - Prix non décerné
- 1998 - Intégré dans le Grand prix national des Lettres[réf. nécessaire]

### Liste des lauréats après la récréation du prix en 2012

#### Années 2010
- 2012 - Anne Perrier[1],[7],[8],[9]
- 2013 - Claude Vigée[10]
- 2017 - Franck Venaille[11]

## Membres du jury

### Nominations en 2012
Les membres du jury nommés par arrêté en 2012 sont :
- Présidente : Silvia Baron Supervielle, femme de lettres et traductrice ;
- Aline Bergé, maîtresse de conférences ;
- Christian Bobin, écrivain ;
- Muriel Bonicel, spécialiste de poésie et de littérature à la librairie Tschann ;
- Florent Georgesco, éditeur et critique littéraire au Monde des livres ;
- Hélène Henry, professeure, traductrice, présidente d'ATLAS ;
- Michel Lafon, écrivain, traducteur, professeur à l'université de Grenoble ;
- Gérard Macé, écrivain et photographe ;
- Daniel Mesguich, acteur ;
- Bruno Racine, président de la Bibliothèque nationale de France ;
- Salah Stétié, écrivain.

### Nominations en 2017
Les membres du jury nommés par arrêté,,, en 2017 sont :
- Présidente : Vénus Khoury-Ghata, romancière et poétesse ;
- Dick Annegarn ;
- Béatrice Bonhomme ;
- Philippe Delaveau ;
- Ariane Dreyfus ;
- Michèle Finck ;
- Jean-Baptiste Para ;
- Jean-Pierre Siméon ;
- Françoise Siri.